# تشاك ستيوارت
تشاك ستيوارت هو لاعب هوكي الجليد كندي، ولد في 12 نوفمبر 1935 في سانت كاثرينز في كندا.

## وصلات خارجية
- تشاك ستيوارت على موقع EliteProspects.com (الإنجليزية)
- تشاك ستيوارت على موقع HockeyDB.com (الإنجليزية)